# Aéroport de Xishuangbanna Gasa
Pour les articles homonymes, voir JHG.
L'aéroport international de Xishuangbanna Gasa (code IATA : JHG • code OACI : ZPJH) est un aéroport desservant la ville de Jinghong, dans la préfecture autonome dai de Xishuangbanna, Yunnan, en Chine. De par son emplacement dans la ville de Jinghong, il est également appelé Aéroport international de Jinghong (景洪机场).

## Situation

### Carte des 50 premiers aéroports de Chine
| \| 500 km1:25 016 000 \| Baotou Canton Changchun Changsha Chengdu-CTU Chengdu-TFU Chongqing Dalian Fuzhou Guilin Guiyang Haikou Hailar Hangzhou Harbin Hefei Hohhot Jinan Jinghong Kunming Lanzhou Lhassa Lijiang Nanchang Nankin Nanning Ningbo Pékin · Capitale Pékin · Daxing Qingdao Quanzhou Sanya Shanghaï-Pudong Shanghaï-Hongqiao Shantou-Chaozhou-Jieyang Shenyang Shenzhen Shijiazhuang Taiyuan Tianjin Ürümqi Wenzhou Wuhan Suzhou Xiamen Xi'an Xining Yantai Yinchuan Zhengzhou Zhuhai-Jinwan |
| 500 km1:25 016 000 |

## Statistiques
Pour des raisons techniques, il est temporairement impossible d'afficher le graphique qui aurait dû être présenté ici.

Voir la requête brute et les sources sur Wikidata.

## Compagnies aériennes et destinations
| Compagnies                                           | Destinations |
| ---------------------------------------------------- | --- |
| Beijing Capital Airlines                             | Hangzhou-Xiaoshan, Lijiang, Kunming-Changshui |
| Chengdu Airlines                                     | Kunming-Changshui |
| China Eastern Airlines                               | Pékin-Capitale, Chengdu-Shuangliu, Dali, Diqing Shangri-La (en), Canton-Baiyun, Hangzhou-Xiaoshan, Hong Kong, Kunming-Changshui, Lijiang, Nankin, Ningbo, Tengchong Tuofeng (en), Tianjin Binhai, Wuhan, Xi'an-Xianyang, Yinchuan Hedong, Zhengzhou |
| China Eastern Airlines                               | Bangkok-Suvarnabhumi |
| China Southern Airlines                              | Chongqing-Jiangbei, Kunming-Changshui, Wuhan, Zhengzhou |
| China Southern Airlines opéré par Chongqing Airlines | Chongqing-Jiangbei |
| Kunming Airlines                                     | Kunming-Changshui |
| Lao Airlines                                         | Luang Prabang |
| Loong Airlines                                       | Anshun-Huangguoshu (en), Guilin-Liangjiang, Hangzhou-Xiaoshan, Kunming-Changshui |
| Lucky Air                                            | Dali, Kunming-Changshui, Lijiang |
| Shanghai Airlines                                    | Shanghai-Hongqiao |
| Sichuan Airlines                                     | Chengdu-Shuangliu, Kunming-Changshui |
| Spring Airlines                                      | Changsha, Shanghai-Pudong |
| West Air                                             | Chongqing-Jiangbei, Kunming-Changshui |

Édité le 03/02/2018